# 중환배
중환배(중국어: 中環杯)는 타이완의 중환공사와 올림피아 체육문교기금회가 주최하고 중환주주유한공사와 미국 JP모건이 후원하는 세계 바둑대회이다. 2007년 3회를 끝으로 폐지되었다.

## 역대 우승자
| 회수 | 연도      | 우승        | 전적 | 준우승      |
| ---- | --------- | ----------- | ---- | ----------- |
| 1    | 2004-2005 | 박영훈 九단 | 1-0  | 왕리청 九단 |
| 2    | 2005      | 최철한 九단 | 1-0  | 이세돌 九단 |
| 3    | 2007      | 이창호 九단 | 1-0  | 박정상 九단 |